# Vaklinovo, Blagoevgrad
Vaklinovo (în bulgară Ваклиново) este un sat în comuna Satovcea, regiunea Blagoevgrad, Bulgaria.

## Demografie
Componența etnică a satului Vaklinovo
     Nicio identificare (43,21%)
     Bulgari (56,05%)
     Altele (0,73%)
La recensământul din 2011, populația satului Vaklinovo era de 958 locuitori. Din punct de vedere etnic, majoritatea locuitorilor (56,05%) erau bulgari. Pentru 43,21% din locuitori nu este cunoscută apartenența etnică.